# World Grand Prix 2008
Il World Grand Prix 2008 si è svolto dal 20 giugno al 13 luglio 2008. Dopo la fase a gironi che si è giocata dal 20 giugno al 6 luglio, la fase finale, a cui si sono qualificate le prime cinque squadre nazionali classificate nella fase a gironi, più il Giappone, paese ospitante, si è svolta dal 9 al 13 luglio a Yokohama, in Giappone. La vittoria finale è andata per la settima volta al Brasile.

## Squadre partecipanti

### Asia
- Cina
- Giappone
- Kazakistan
- Thailandia

### Europa
- Germania
- Italia
- Polonia
- Turchia

### America
- Brasile
- Cuba
- Rep. Dominicana
- Stati Uniti

## Fase a gironi

### Primo week-end
| Girone A                                           | Girone B                                      | Girone C                                          |
| -------------------------------------------------- | --------------------------------------------- | ------------------------------------------------- |
| Sede: Kōbe Giappone Kazakistan Stati Uniti Turchia | Sede: Ningbo Brasile Cina Germania Thailandia | Sede: Alassio Cuba Italia Polonia Rep. Dominicana |

### Secondo week-end
| Girone D                                            | Girone E                                                       | Girone F                                  |
| --------------------------------------------------- | -------------------------------------------------------------- | ----------------------------------------- |
| Sede: Vinh Phuc Brasile Germania Kazakistan Turchia | Sede: Breslavia Polonia Rep. Dominicana Stati Uniti Thailandia | Sede: Hong Kong Cina Cuba Giappone Italia |

### Terzo week-end
| Girone G                                          | Girone H                                        | Girone I                                          |
| ------------------------------------------------- | ----------------------------------------------- | ------------------------------------------------- |
| Sede: Bangkok Cuba Germania Kazakistan Thailandia | Sede: Taipei Italia Polonia Stati Uniti Turchia | Sede: Macao Brasile Cina Giappone Rep. Dominicana |

## Fase finale

### Girone unico

#### Risultati
Yokohama - Yokohama Arena

## Podio

### Campione
Formazione: 1 Walewska de Oliveira, 2 Carolina Albuquerque, 3 Marianne Steinbrecher, 4 Paula Pequeno, 6 Thaísa de Menezes, 7 Hélia de Souza, 8 Valeska Menezes, 9 Fabiana Claudino, 10 Wélissa Gonzaga, 12 Jaqueline de Carvalho, 13 Sheilla de Castro, 14 Fabiana de Oliveira, CT: Jose Guimaraes

### Secondo posto
Formazione: 1 Yumilka Ruiz, 2 Yanelis Santos, 3 Nancy Carrillo, 6 Daimí Ramírez, 8 Yaima Ortíz, 9 Rachel Sánchez, 10 Yusleinis Herrera, 11 Liana Mesa, 12 Rosir Calderón, 14 Kenia Carcaces, 15 Yusidey Silié, 18 Zoila Barros, CT: Antonio Perdomo

### Terzo posto
Formazione: 1 Sara Anzanello, 3 Paola Croce, 5 Taismary Agüero, 7 Martina Guiggi, 8 Jenny Barazza, 9 Manuela Secolo, 10 Paola Cardullo, 11 Serena Ortolani, 12 Francesca Piccinini, 13 Francesca Ferretti, 14 Eleonora Lo Bianco, 16 Lucia Bosetti, CT: Massimo Barbolini

## Classifica finale
| Classifica | Squadre         |
| ---------- | --------------- |
|            | Brasile         |
|            | Cuba            |
|            | Italia          |
| 4          | Stati Uniti     |
| 5          | Cina            |
| 6          | Giappone        |
| 7          | Turchia         |
| 8          | Germania        |
| 9          | Rep. Dominicana |
| 10         | Polonia         |
| 11         | Thailandia      |
| 12         | Kazakistan      |